# Alice Michaelis

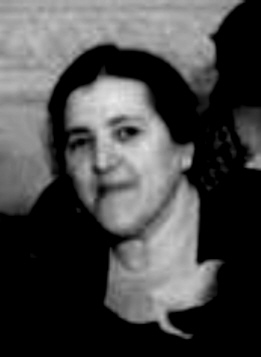
Alice Michaelis (1930)

Alice Michaelis (* 5. April 1875 in Berlin; † 23. Juni 1943 im KZ Theresienstadt) war eine deutsche Malerin und Opfer des Holocaust. Sie wird der „Verschollenen Generation“ zugerechnet. Ihre Motive waren Stillleben, Interieur und Landschaften.

## Familie und Ausbildung
Alice Michaelis stammt aus einer jüdischen Familie. Sie war die Tochter des Kaufmanns Moses Priester und seiner Ehefrau Flora, geb. Eyck. Am 15. Oktober 1899 heiratete sie den Prokuristen des Bankhauses Fromberg & Co, Louis Michaelis, geb. 28. Februar 1864, in Seelow, Kreis Lebus. Ihre künstlerische Ausbildung erhielt Alice Michaelis an der Berliner Malschule von Max Uth sowie an der Zeichen- und Malschule des Vereins der Berliner Künstlerinnen (VdBK). Weitere Lehrer waren Lovis Corinth und Hans Baluschek.

## Mitgliedschaften
Alice Michaelis war von 1911 bis 1934 aktives Mitglied des Vereins der Künstlerinnen zu Berlin (VdBK). Von 1927 bis 1933 war sie im Vorstand des Vereins und von 1929 bis 1933 war sie die Leiterin der Zeichen- und Malschule des VdBK. Alice Michaelis war auch Mitglied der Allgemeinen Deutschen Kunstgenossenschaft und des Reichsverbands bildender Künstler Deutschlands. Ebenso war sie Mitglied der Münchener Künstlergenossenschaft, an deren Ausstellungen im Münchener Glaspalast nahm sie zwischen 1917 und 1925 sechsmal teil.

## Ausschluss aus dem Vorstand des VdBK
Am 18. März 1933 veröffentlichte der Völkische Beobachter, den folgenden Bericht über die Frühjahrsausstellung des Vereins der Künstlerinnen zu Berlin und startete damit eine Diffamierungskampagne gegen die jüdischen Mitglieder des Vereins:
„In dem schönen, leider fast leerstehenden Atelierhause am Schöneberger Ufer hat der Verein der Künstlerinnen zu Berlin seine Frühjahrs-Ausstellung eröffnet. In zwei kleinen Räumen ist die ganze Herrlichkeit untergebracht, und ebenso dürftig wie die Beteiligung ist die Qualität.

Mit verschwindenden Ausnahmen ist der Geist der Flechtheime vertreten. Und selbst bei diesen Ausnahmen ist mindestens das Sujet jüdisch: 'Neger aus Liberia' (darf natürlich nirgends fehlen), Arthur Schnitzler, 'Mädchen in blauem Korsett', 'Chinesin', 'Abessinierin' usw. Die Namen im Katalog lassen an Deutlichkeit nichts zu wünschen übrig. Wir lesen: Erna Pinner, Jeanne Mammen, Gertrud Koref, Julie Wolfthorn, Milly Steger; und so geht es weiter bis zu Käthe Münzer-Neumann, der es trotz guter Beziehungen zu einem jüdischen Kritiker nicht gelungen ist, im Kronprinzenpalais aufgenommen zu werden, obwohl sie doch eine ebenso rassereine Jüdin ist wie Else Lasker-Schüler. Inzwischen wird sie ja diesen Wunsch begraben haben. Den adligen Damen aber und den Nichtjuden dieses Vereins ist zu raten, sich so schnell wie möglich von der Mischpoke loszulösen."
Schon in der nächsten Vorstandssitzung des Vereins, im April 1933, kam man dieser Forderung teilweise nach, indem die jüdischen Künstlerinnen aus dem Vorstand ausgeschlossen wurden. In den Mitteilungen des Vereins der Künstlerinnen zu Berlin ist folgendes zu lesen:
„Vorstandsumbildung. Aus dem Vorstand schieden aus: Fanny Remak, Julie Wolfthorn, G. Koref Stemmler, Harriet von Rathlef-Keilmann, Alice Michaelis, Edda Wiese-Knopf. – Elisabeth von Oertzen wurde zur 1. Vorsitzenden gewählt.“

## Deportation und Tod
Bis 1941 wohnte sie mit ihrem Mann in Schöneberg in der Speyerer Straße 2. In der Transportliste nach Theresienstadt ist als letzter Wohnort Wilmersdorf, Westfälische Straße 49, angegeben. Diese Angabe ist falsch und wurde auch falsch in die Todesfallanzeige übernommen, denn die Person mit dem Namen „Michaelis E., Kauffr.“, die 1941 und 1942 in der Westfälischen Straße 49 verzeichnet ist, war keine Jüdin, da die Bezeichnung „Sarah“ fehlt. Louis Michaelis ist im Adressverzeichnis von 1942 nicht mehr zu finden. Das bedeutet, dass das Ehepaar Michaelis schon vor der Deportation die Wohnung in der Speyerer Straße 2 verlassen musste. Der Aufenthalt bis zur Deportation am 3. Oktober 1942 ist bisher nicht bekannt.
Am 3. Oktober 1942 wurden Alice Michaelis und ihr Ehemann Louis mit dem Transport I/71 vom Sammellager Synagoge Levetzowstraße über den Güterbahnhof in Berlin-Moabit nach Theresienstadt deportiert. Es war der dritte große Alterstransport, der von Berlin nach Theresienstadt ging. Der Transport kam am 4. Oktober 1942 in Theresienstadt an. Louis Michaelis wurde schon am 21. Dezember 1942 im Alter von 78 Jahren dort ermordet. Alice Michaelis starb am 23. Juni 1943 im Alter von 68 Jahren.

## Werke (Auswahl)
- Interieur aus Dargun, Gouache, 51 × 37 cm, Große Berliner Kunstausstellung 1905, Katalog Nr. 772
- Blumenstillleben mit chinesischen Vasen, Öl a. Lw., 48 × 64 cm, 1910, bei Artnet
- Schierlingswiese, Öl a. Lw., Große Berliner Kunstausstellung 1912, Katalog Nr. 981
- Blaue Stunde, Aquarell, Münchener Kunstausstellung 1917 im Glaspalast, Katalog Nr. 917
- Die grüne Stube, Aquarell, Münchener Kunstausstellung 1918 im Glaspalast, Katalog Nr. 1024
- Der alte Schreibsekretär, Aquarell, Münchener Kunstausstellung 1918 im Glaspalast, Nr. 1025
- Stockrosen, Aquarell, Münchener Kunstausstellung 1919 im Glaspalast, Katalog Nr. 734
- Aus einer kleinen Stadt, Öl a. Lw., Große Berliner Kunstausstellung 1919, Katalog Nr. 475
- Großmutters gute Stube, Aquarell, Münchener Kunstausstellung 1920 im Glaspalast, Katalog Nr. 885
- Ländliches Esszimmer, Aquarell, Münchener Kunstausstellung 1920 im Glaspalast, Katalog Nr. 886
- Mecklenburgische Landschaft, Öl a. Lw., Große Berliner Kunstausstellung 1920, Katalog Nr. 487
- Im Biergarten, Öl a. Lw., Große Berliner Kunstausstellung 1921, Katalog Nr. 542
- Im Altenheim, Aquarell, 1921, in Westermanns Monatshefte, 1922, Band 132, Teil 1, Abb. nach Seite 444[6]
- Großmutters Stübchen, Öl a. Lw., Große Berliner Kunstausstellung 1923, Katalog Nr. 635
- Die blaue Stunde, Öl a. Lw., Große Berliner Kunstausstellung 1925, Katalog Nr. 627
- Stillleben mit Zitronen, Öl a. Lw., Große Berliner Kunstausstellung 1927, Katalog Nr. 321; Abb. Seite 95
- Rote Tulpen, öl a. Lw., Große Berliner Kunstausstellung 1928, Katalog Nr. 613
- Grüne Äpfel, Öl a. Lw., Große Berliner Kunstausstellung 1928, Katalog Nr. 614
- Stillleben mit Kakteen, Öl a. Lw., Große Berliner Kunstausstellung 1929, Katalog Nr. 101
- Werkhäuser bei Neubrandenburg, Aquarell, Große Berliner Kunstausstellung 1929, Katalog Nr. 255
- Wald, Öl a. Lw., Große Berliner Kunstausstellung 1930, Katalog Nr. 270
- Stillleben, Öl a. Lw., Große Berliner Kunstausstellung 1930, Katalog Nr. 271, Abb. Seite 42
- Stillleben mit Büchern, Öl a. Lw., Große Berliner Kunstausstellung 1931, Katalog Nr. 266
- Stillleben mit Spargel, Öl a. Lw., Große Berliner Kunstausstellung 1931, Katalog Nr. 267
- Blumenstillleben mit Pfingstrosen, Öl a. Lw., 60,5 × 60,5 cm, ohne Datum, Museum der Verschollenen Generation Salzburg
- Stillleben mit Früchten und Flasche, Öl a. Lw., 52 × 66 cm, ohne Datum, bei Artnet
- Blumengarten, Gouache auf Papier, 70,5 × 70 cm, ohne Datum, bei Artnet
- Stillleben mit Rosenbouquet auf einem Tisch, Öl a. Lw., 60 × 60 cm, ohne Datum, bei Mutual Art

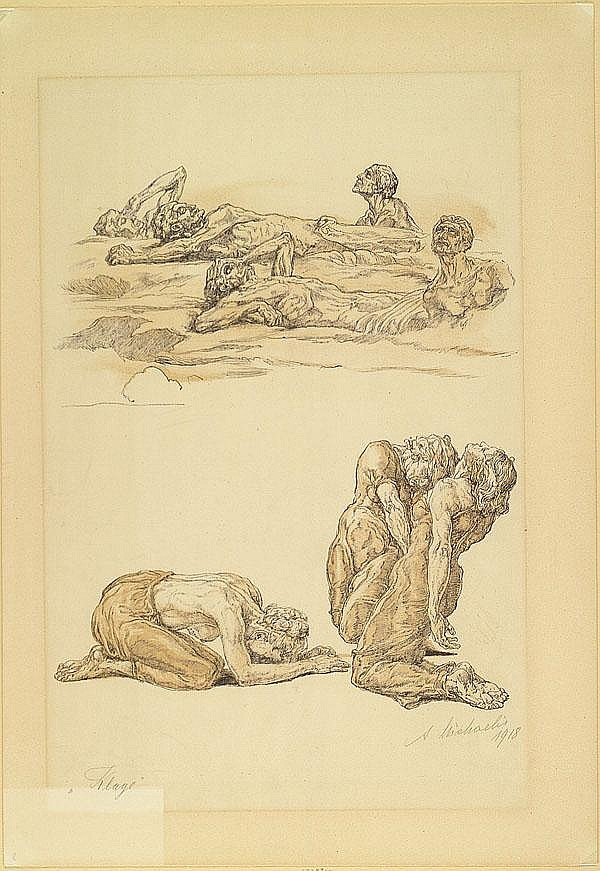
Klage, Lithographie mit Tonplatte auf Karton (1918)
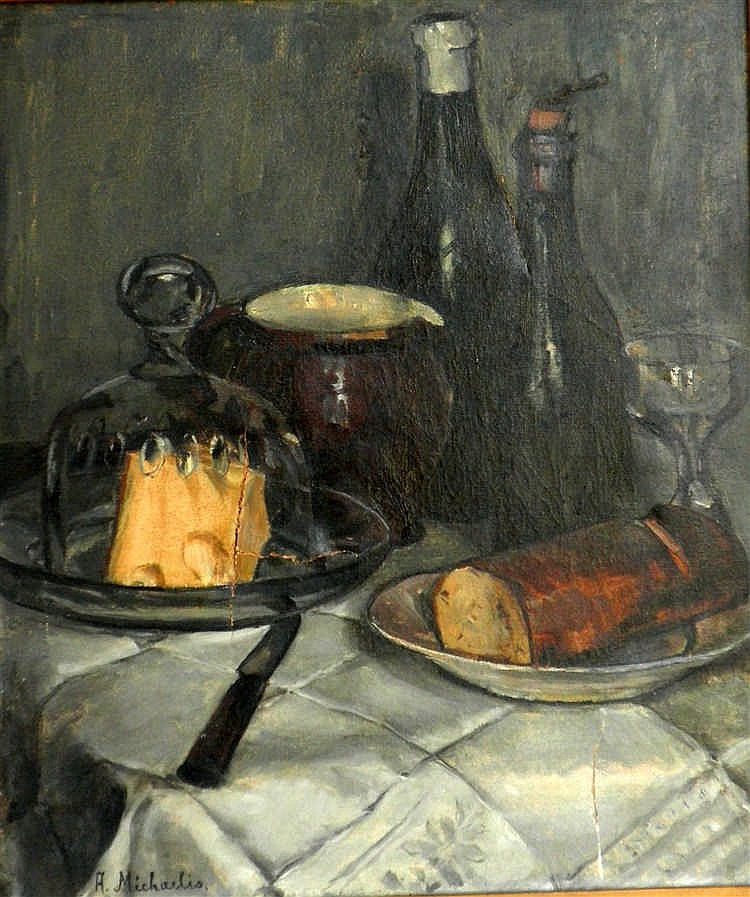
Stillleben, Öl auf Leinwand

## Ausstellungen (Auswahl)
- 1905 - Große Berliner Kunstausstellung, 23.4.–17.9.1905, Landesausstellungsgebäude am Lehrter Bahnhof, Berlin[17]
- 1912 - Große Berliner Kunstausstellung, ? – ? 1912, Landesausstellungsgebäude am Lehrter Bahnhof, Berlin[18]
- 1913 - Kassel, im Kunstverein am Ständeplatz, 1. März – 31. März, Werkstatt der Kunst 1912/13, Heft 25, Seite 342
- 1914 - Große Berliner Kunstausstellung, 11.5.–27.09.1914, Landesausstellungsgebäude am Lehrter Bahnhof, Berlin[19]
- 1917 - Münchener Kunstausstellung im Glaspalast, 1. Juli bis 30. September, München, Katalog, Seite 45, Nr. 917
- 1918 - Münchener Kunstausstellung im Glaspalast, 1. Juli bis 30. September, München, Katalog, Seite 45, Nr. 1024, 1025
- 1919 - Große Berliner Kunstausstellung, 24.6.–30.9.1919, Landesausstellungsgebäude am Lehrter Bahnhof, Berlin[20]
- 1919 - Münchener Kunstausstellung im Glaspalast, 1. August bis 30. September, München, Katalog, Seite 33, Nr. 734, 735
- 1920 - Münchener Kunstausstellung im Glaspalast, 1. Juli bis 30. September, München, Katalog, Seite 21, Nr. 885, 886
- 1920 - Große Berliner Kunstausstellung, 21.5.–30.9.1920, Landesausstellungsgebäude am Lehrter Bahnhof, Berlin[21]
- 1921 - Große Berliner Kunstausstellung, 14.5. –30.9.1921, Landesausstellungsgebäude am Lehrter Bahnhof, Berlin[22]
- 1921 - Münchener Kunstausstellung im Glaspalast, 15. Juni bis 30. September, München[6]
- 1922 - Große Berliner Kunstausstellung, 20.5.–17.9.1922, Landesausstellungsgebäude am Lehrter Bahnhof, Berlin[23]
- 1923 - Große Berliner Kunstausstellung, 19.5.–7.9.1923, Landesausstellungsgebäude am Lehrter Bahnhof, Berlin[24]
- 1925 - Große Berliner Kunstausstellung, 16.5 –31.8.1925, Landesausstellungsgebäude am Lehrter Bahnhof, Berlin[25]
- 1925 - Münchener Kunstausstellung im Glaspalast, 29. Mai bis Anfang Oktober, München, Katalog, Seite 36, Nr. 1128
- 1926 - Frühjahrsausstellung des Vereins der Künstlerinnen zu Berlin (VKB), ? – ? 1926, Schöneberger Ufer, Berlin[4]
- 1927 - Große Berliner Kunstausstellung, 7.5.–30.9.1927, Landesausstellungsgebäude am Lehrter Bahnhof, Berlin[26]
- 1928 - Frühjahrsausstellung des Vereins der Künstlerinnen zu Berlin (VKB), ? – ? 1928, Schöneberger Ufer, Berlin[4]
- 1928 - Große Berliner Kunstausstellung, 9.5 –31.7.1928, Landesausstellungsgebäude am Lehrter Bahnhof, Berlin[27]
- 1928 - 1929 Aquarelle - Graphik – Zeichnungen. Ausstellung des Vereins der Künstlerinnen zu Berlin, Dezember 1928–- Januar 1929, Schöneberger Ufer, Berlin[4]
- 1929 - Frühjahrsausstellung des Vereins der Künstlerinnen zu Berlin, 15. April – 15. Mai 1929, Schöneberger Ufer, Berlin[4]
- 1929 - Die Frau von Heute, Gemälde – Graphik – Plastik. Ausstellung des Vereins der Künstlerinnen zu Berlin, November - Dezember, Schöneberger Ufer, Berlin
- 1929 - Große Berliner Kunstausstellung, 19.5.–15.8.1929, Schloß Bellevue, Berlin[28]
- 1930 - Große Berliner Kunstausstellung, 29.5.–17.8.1930, Schloß Bellevue, Berlin[29]
- 1930 - Frühjahrsausstellung des Vereins der Künstlerinnen zu Berlin, 16. März – 15. April 1930, Schöneberger Ufer, Berlin[4]
- 1930 - Die Gestaltende Frau. Ausstellung des Deutschen Staatsbürgerinnen-Verbandes, 17. Oktober bis 5. November 1930 im Hause Wertheim, Berlin
- 1930 - Das Kind, Gemälde – Graphik – Plastik. Herbstausstellung des Vereins der Künstlerinnen zu Berlin, 8. November – 7. Dezember, Schöneberger Ufer, Berlin[4]
- 1931 - Große Berliner Kunstausstellung, 3.5. – 1. Abtlg. 16.8.1931 und 2. Abtlg. 6.9. – 31.10.1931 Schloß Bellevue, Berlin[30]
- 1932 - Frühjahrsausstellung des Vereins der Künstlerinnen zu Berlin (VKB), ? – ? 1932, Schöneberger Ufer, Berlin[4]
- 1932 - Weihnachtsmarkt Berliner Künstler, 3.–11. Dezember 1932, Ausstellungshallen am Kaiserdamm, Berlin
- 1932 - Große Berliner Kunstausstellung, 8.5.–14.8.1932, Schloß Bellevue, Berlin
- 1934 - Frühjahrsausstellung des Vereins der Künstlerinnen zu Berlin, Mai – Juli 1934, Schöneberger Ufer, Berlin[4]